# Julian Molenda
Julian Molenda (ur. 30 października 1925 w Raisnes (Francja), zm. 30 października 1989 w Olsztynie) – polski inżynier budowlany, przewodniczący Miejskiej Rady Narodowej w Olsztynie w latach 1958–1969.

## Życiorys
Syn górnika Sylwestra i Marii. Wyjechał z Francji przed II wojną światową, podczas której walczył w Batalionach Chłopskich. Po wojnie był pracownikiem administracyjnym w Braniewie i Lidzbarku Warmińskim. W latach 1954–1958 był przewodniczącym prezydium Powiatowej Rady Narodowej w Morągu. Urząd przewodniczącego MRN w Olsztynie pełnił od 13 lutego 1958 do 10 czerwca 1969. Za jego kadencji zbudowano m.in. pierwszy w mieście 6-piętrowy wieżowiec, wiadukt łączący ulicę Limanowskiego z placem Bema czy Olsztyńskie Zakłady Opon Samochodowych. Ukończono także budowę ulicy Gagarina (obecnie aleja Sybiraków). Zlikwidowano też wówczas transport tramwajowy w mieście. W 1962 zasiadł w egzekutywie Komitetu Miasta i Powiatu Polskiej Zjednoczonej Partii Robotniczej w Olsztynie. Nauczał w technikum budowlanym. Pod koniec życia był prezesem Regionalnego Związku Spółdzielczości Inwalidzkiej.
Spoczywa na cmentarzu komunalnym w Olsztynie (kw. 12B rząd 2 grób 3).